# 纽约协和神学院

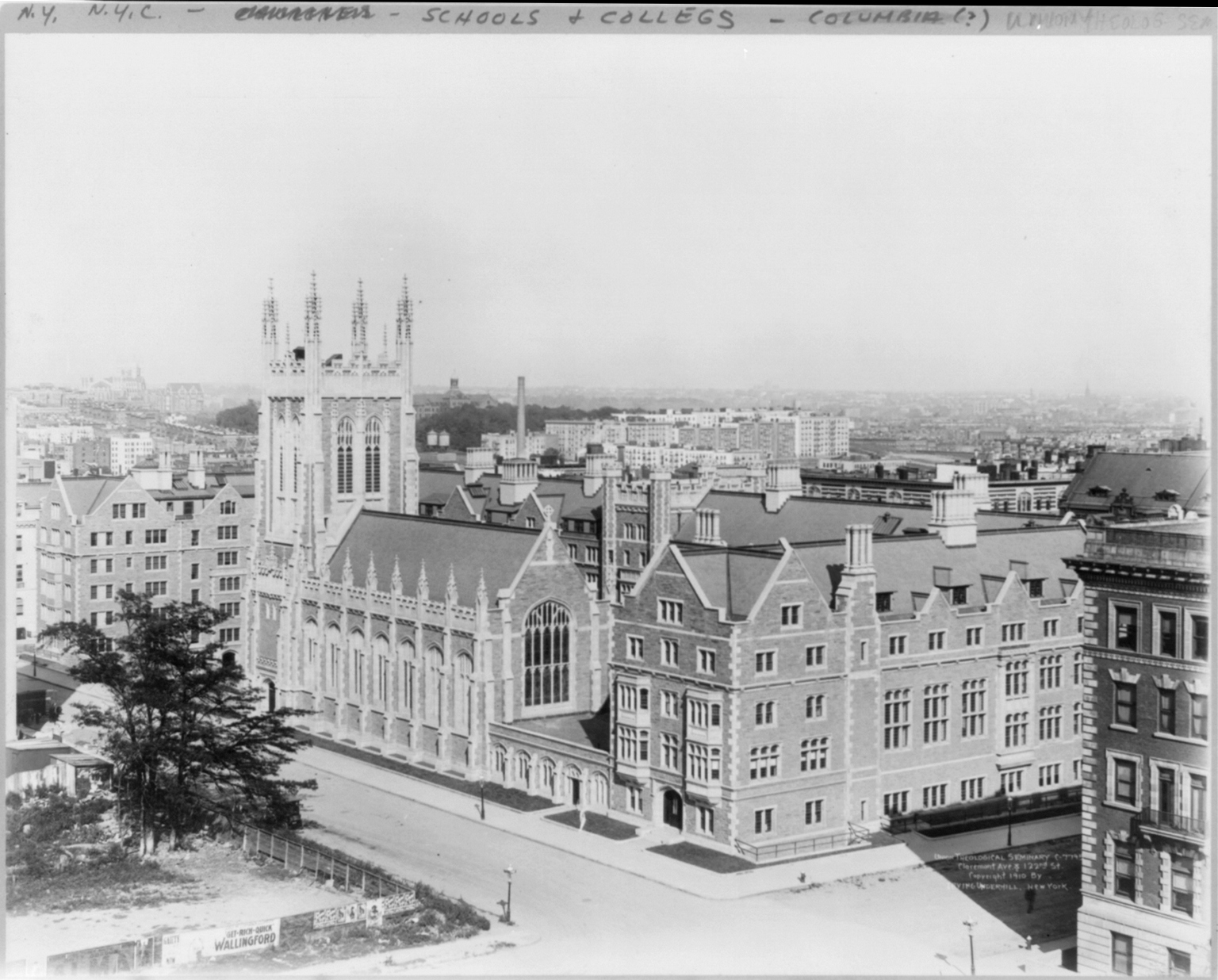
Claremont Ave与122街路口鸟瞰

纽约协和神学院（英語：Union Theological Seminary in the City of New York，缩写为UTS）是一所独立的神学研究机构，位于美国纽约市曼哈顿晨边高地。这所神学院是在1836年由长老会创办，目前附属于哥伦比亚大学。院內教師多數傾向自由神學，雷茵霍尔德·尼布尔和保罗·田立克使得纽约协和神学院成为战后自由主义神学的中心。
該院於1910年用磚和石灰石建成的哥德復興式建築是由弗朗西斯·艾倫和柯林斯設計，其中的塔採用了達拉謨座堂的特點。除了哥倫比亞大學晨邊高地校區，該院也毗鄰哥倫比亞大學師範學院，巴納德學院，美國猶太教神學院和曼哈頓音樂學院。並與其中幾所學校有互相註冊和使用圖書館的協議 。該建築物於1980年4月23日被列入《國家史蹟名錄》。

## 知名校友
- 克劳迪娅·德·拉·克鲁斯
- 迪特里希·朋霍费尔
- 宋尚节（从未毕业）